# Thallarcha amanda
Thallarcha amanda är en fjärilsart som beskrevs av Felder 1875. Thallarcha amanda ingår i släktet Thallarcha och familjen björnspinnare. Inga underarter finns listade i Catalogue of Life.